# Air Guinea Cargo
Air Guinea Cargo was een vrachtluchtvaartmaatschappij uit Equatoriaal-Guinea. De maatschappij is opgericht in 2004 en weer opgeheven in 2006.
De luchtvaartmaatschappij stond op de Europese zwarte lijst en mocht dus niet naar landen van de Europese Unie vliegen.